# Meteorologiåret 2013

## Händelser

### Januari
- I Sverige domineras januari av omväxlande milt och kallt väder.[1]
- 7 januari – Australien upplever sin varmaste dag sedan man började mäta, med en medeltemperatur på + 40 °C, och skogsbränder härjar. (Courier Mail) (The Guardian)

### Februari
- 6 februari – Ett högtrycksområde växte till sig över norra Sverige vilket gav klart och kallt väder där medan det i södra Sverige var milt.[2]
- 27 februari – 44,5 °C uppmäts i Abu Na’Ama i Sudan vilket är värmerekord för februari för norra hemisfären.[3]
- 28 februari – Våren har anlänt till vissa delar i norra Sverige medan det ännu råder vinter i södra Sverige. Detta är mycket ovanligt och har bara hänt en gång tidigare, nämligen 1963.[4]

### Mars
- Mars
  - Sverige upplever en mycket torr, solig och kall mars-månad. Flera stationer noterar soltidsrekord och miniminederbördsrekord.[5]
  - Måseskär blir första svenska väderstation att inte notera någon nederbörd alls sedan april 2009.[5]
- 7 mars – Våren får ett bakslag i södra Sverige. Resten av månaden domineras av kallt väder.
- 10 mars – Sverige upplever ett Isdygn i mars för första gången sedan 2006.
- 29 mars – Maxisutbredningen i Östersjön infaller detta datum, vilket är rekordsent.[6]

### April
- 1 april – Med -14,3 °C i Horn, Östergötland upplever Götaland den kallaste apriltemperaturen sedan 1985.[7]
- 12 april – SMHI meddelar att det i Sverige har varit 396 stormfria dygn i rad och därmed slås det tidigare rekordet på 395 stormfria dygn vilket inträffade mellan 25 november 2008 och 24 december 2009.[8]

### Maj
- Maj
  - Sverige upplever en mycket varm majmånad. I Norrland en av de fem varmaste någonsin.[9]
  - Rossby Centre-dagen är detta år framflyttad till början av maj.[10]
- Maj-juni - Svåra översvämningar råder på flera håll i Centraleuropa.
- 18 maj – I Eftra-Broen i Halland uppmätts temperaturen 30,6 °C vilket är ett extremt högt värde för att vara så tidigt på säsongen.[11]
- 25 maj – Hela Sverige har barmark. Ett relativt tidigt datum utan mätbart snödjup.[12]
- 27 maj – I Norrland inleds en intensiv värmebölja.[9]
- 31 maj – I Markusvinsa i Norrbotten uppmätts temperaturen 30,2 °C vilket är den näst högsta majtemperaturen som någonsin uppmätts i Norrland.[11]

### Juni
- Juni
  - Juni blev mycket åskrik i större delen av landet, särskilt inledning. Månaden blev också nederbördsrikare än normalt och mycket ostadig i nästan hela landet.[13]
  - I norra Norrland blev månaden varmare eller betydligt varmare än normalt medan det i norra Dalarna och västkusten var kallare än normalt.[13]
- 1 juni – Åskväder förekom från västkusten till Norrlands inland. Värmen i Norrland som avslutade maj började avta.[13]
- 5 juni – I Hagshult i Småland uppmätts -1,2 °C natten till den 5 juni, vilket blev den lägsta juni-temperaturen i Götaland sedan 2009.[13]
- 9 juni – Mycket kraftigt åskväder förekom vid Mälardalsområdet, ungefär mellan klockan 09:00 och 10:00.[13]
- 11 juni – Vädret i Sverige stabiliserades, vilket gav upphov till ganska soliga dagar men på några håll kyliga nätter.[13]
- 15 juni – Över södra och mellersta Sverige passerade ett tillfälligt högtryck som gav upphov till soligt och blåsigt väder där.[13]
- 22 juni – På midsommarafton regnade det kraftigt i mellersta och norra Norrland medan det i söder var soligt på vissa håll.[13]
- 23-30 juni – Månadens avslutande vecka var vädret i Sverige ostadigt med flera regnskurar som drog in över landet.[13]

### Juli
- Juli
  - Juli blev en mycket torr månad i Sverige, framförallt i söder.
- 3 juli + 53,3 °C uppmättes i Death Valley, Kalifornien (USA).
- 8 juli +52,0 °C uppmättes i Dehloran, Iran.
- 16 juli +49,6 °C uppmättes  i Reggane, Algeriet.
- 26 juli +40,6 °C uppmättes i Shanghai, Kina, vilket är det högsta värdet som har noterats sedan 1872.[14]
- 30 juli uppmättes +25,9 °C i Maniitsoq (Sukkertoppen), vilket blir nytt grönländskt värmerekord. Det gamla rekordet löd på 25,5 °C i Kangerlussuag den 27 juli 1990.

### Oktober
- 28–29 oktober – Stormen Simone drabbar Götaland med den högsta byvinden på Hallands Väderö med 42 m/s. I Storbritannien blir stormen startskottet för en vinter med svåra stormar och översvämningar.

### November
- 16 november – I Stekenjokk uppmätts en vindstyrska på 47 m/s, vilket blir den högst uppmätta medelvinden i Sverige under 10 minuter.[15]

### December
- 28 december – I Sverige uppmäts julen vara den varmaste på 50 år.